# فرودگاه چمهویوی
فرودگاه چمهویوی (به انگلیسی: Chemehuevi Valley Airport) یک فرودگاه است که یک باند فرود آسفالت دارد و طول باند آن ۱۵۲۴ متر است. این فرودگاه در کشور ایالات متحده آمریکا قرار دارد .